# Ampellilja
Ampellilja (Chlorophytum comosum) är en växtart i familjen sparrisväxter från tropiska Afrika (Sydafrika).
Namnet Chlorophytum betyder gulgrön växt på grekiska, och comosum betyder hårig.
Ampelliljan är tuvbildande med långa, båglikt böjda blad och knöllika rötter. Den vilda formen har rent gröna blad, men i odling är det vanligare med vitrandiga sorter. De små vita blommorna sitter på långa stjälkar. Växten blommar när som helst på året. Efter blomningen utvecklas adventivrötter på blomstjälken, som då fungerar som utlöpare.
Ampelliljan är en vanlig krukväxt i Sverige och lämpar sig bra att ha i en ampel, därav namnet. Den odlas bäst på ljus till halvskuggig plats. Starkt solljus bleker bladen. Brokiga sorter behöver mer ljus än rent gröna. Ampelliljan odlas i rumstemperatur året om och har ingen utpräglad viloperiod. 
Fastän ampelliljan är tålig bör den få jämn bevattning eftersom bladspetsarna annars lätt torkar och blir bruna. Den klarar mager jord, men blir vackrare med normal gödsling.
I försök har ampellijan konstaterats ta upp och binda giftiga ämnen såsom formaldehyd ur luften. Den har rekommenderats som en lämplig växt för allergiker.

## Sorter
- 'Bonnie' - blad gröna med vit mittstrimma, skruvade. Lågvuxen sport av 'Vittatum'.
- 'Mandaianum' - blad gröna med gul mittstrimma.
- 'Ocean' - blad gröna med gulvita kanter, lågväxande.
- 'Picturatum' - blad gröna med smal gul kantstrimma.
- 'Variegatum' - blad med vita kanter, småvuxen.
- 'Vittatum' - blad med gulvit mittstrimma.

## Förökning
Förökning av ampellilja görs lättast genom att ta sticklingar under våren eller tidig sommar, då växten är mest aktiv. Det finns två vanliga typer av skott att välja mellan: 
Rotskott: Du kan ta sticklingar från rotskott genom att leta efter skott vid basen av moderplantan och separera dem från moderplantan, kallad delning. 
Skott på revor:  Äldre ampelliljor bildar vid blomning skott som växer på de långa revorna, kallade spindelbebisar. Dessa skott kan klippas av och planteras direkt i jord eller vatten. Det är också möjligt att låta dessa skott vara kvar på revan vid plantering för att fortsätta tillföra näring från moderplantan. När sticklingens rötter är väl etablerade kan den klippas av från revan.
Ampellilja kan också förökas med frön, men då den genetiska arvsmassan inte är densamma som för moderplantan så kan bland annat skillnader i färg uppstå.

## Galleri

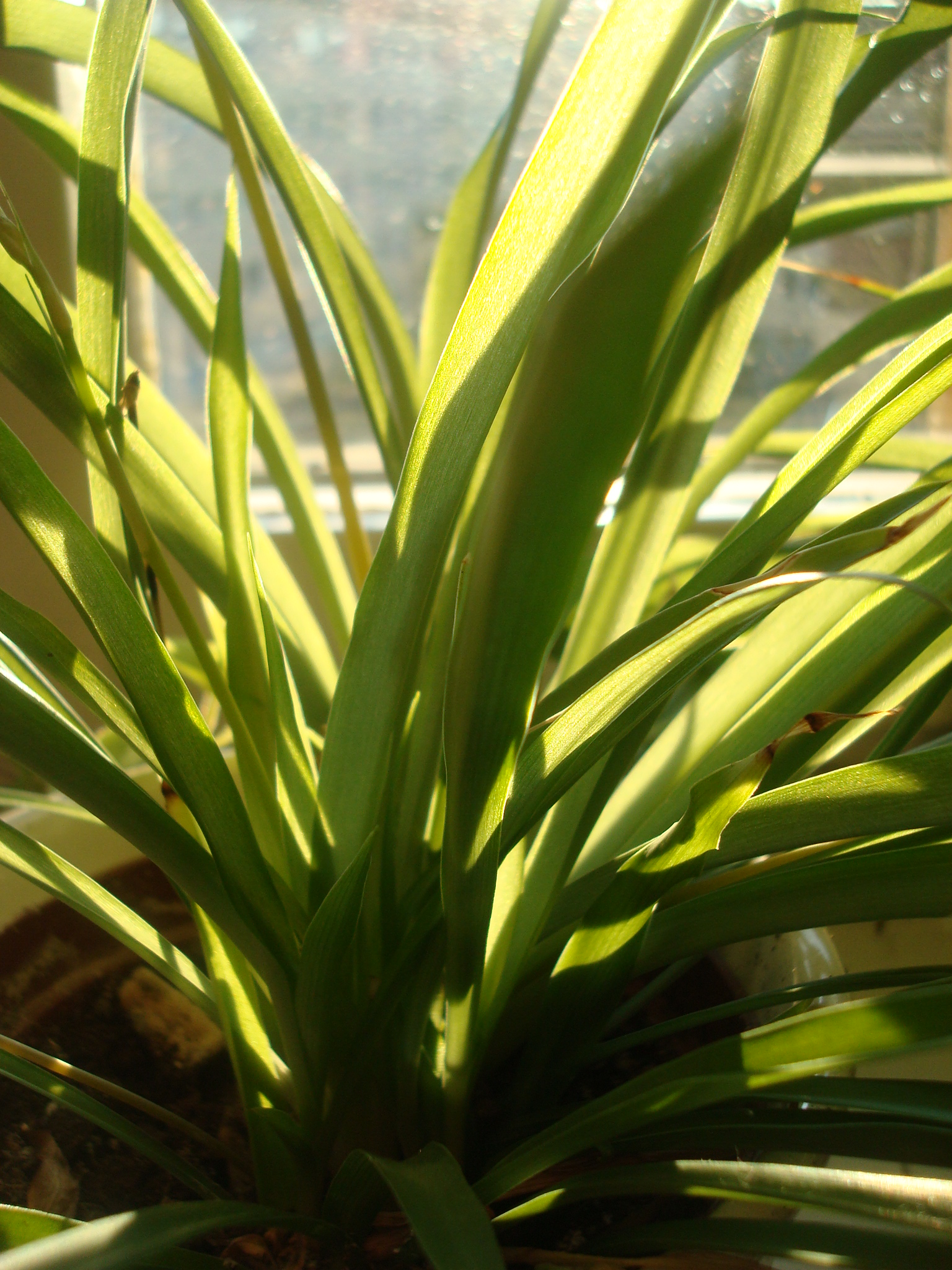
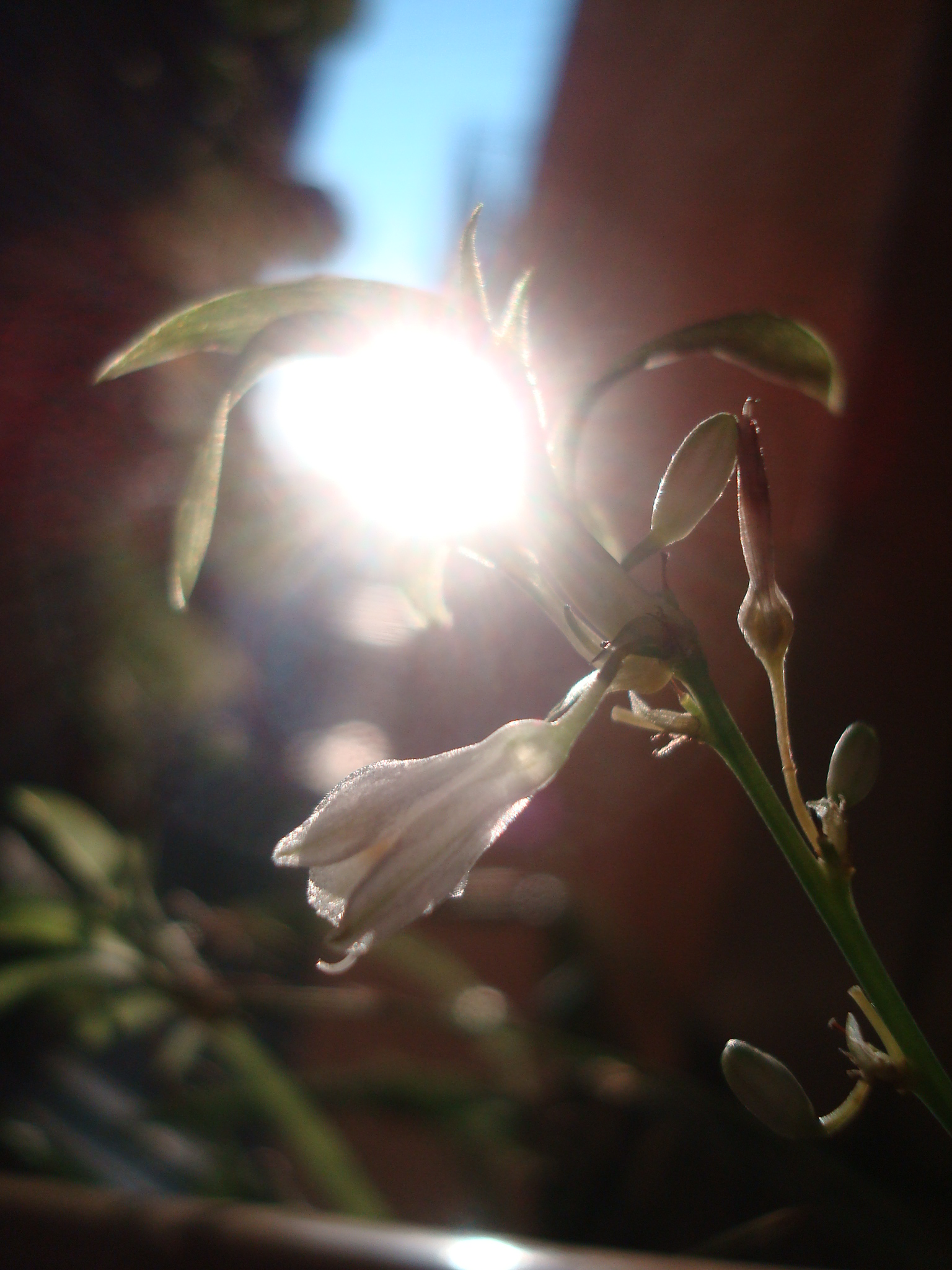
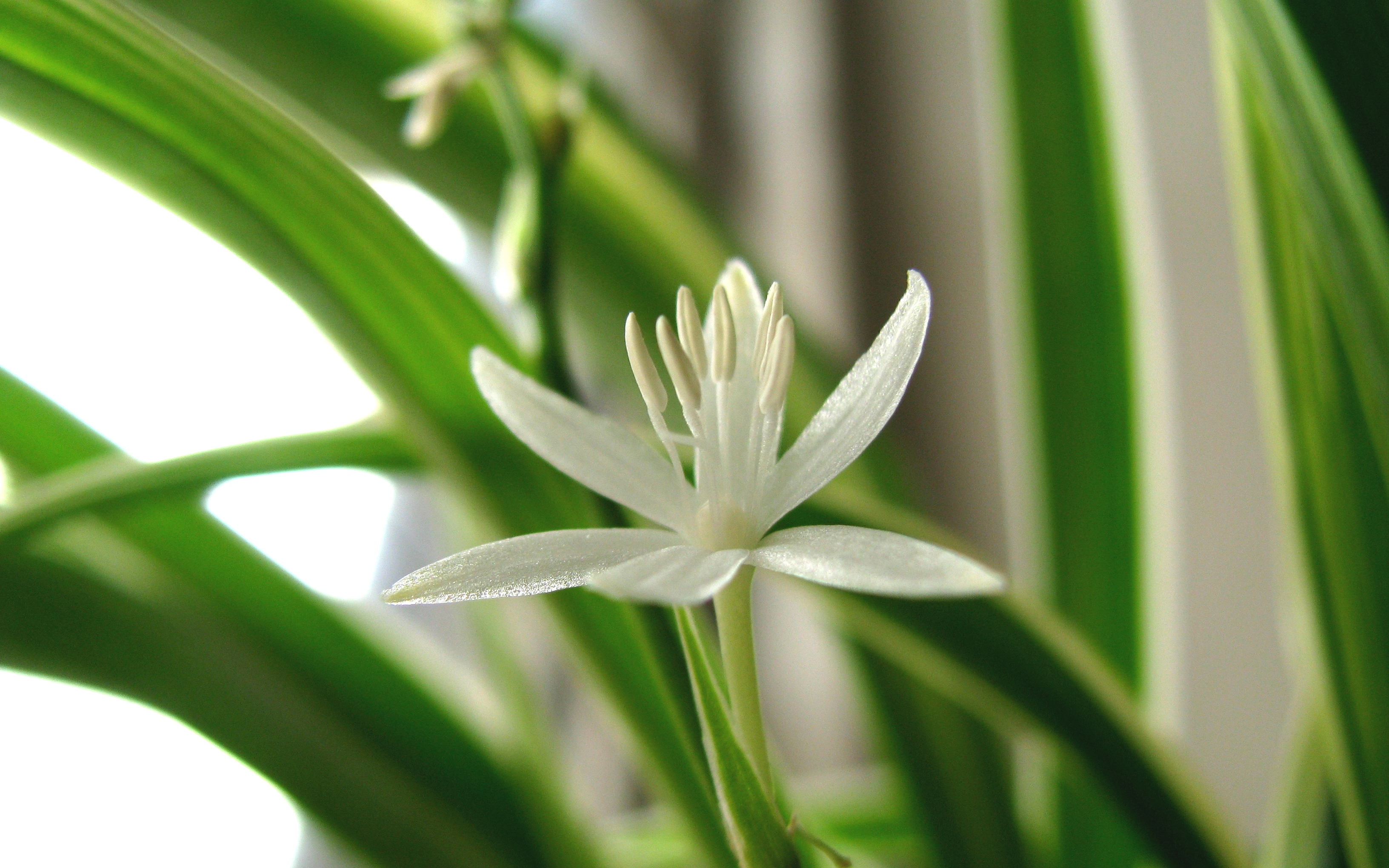
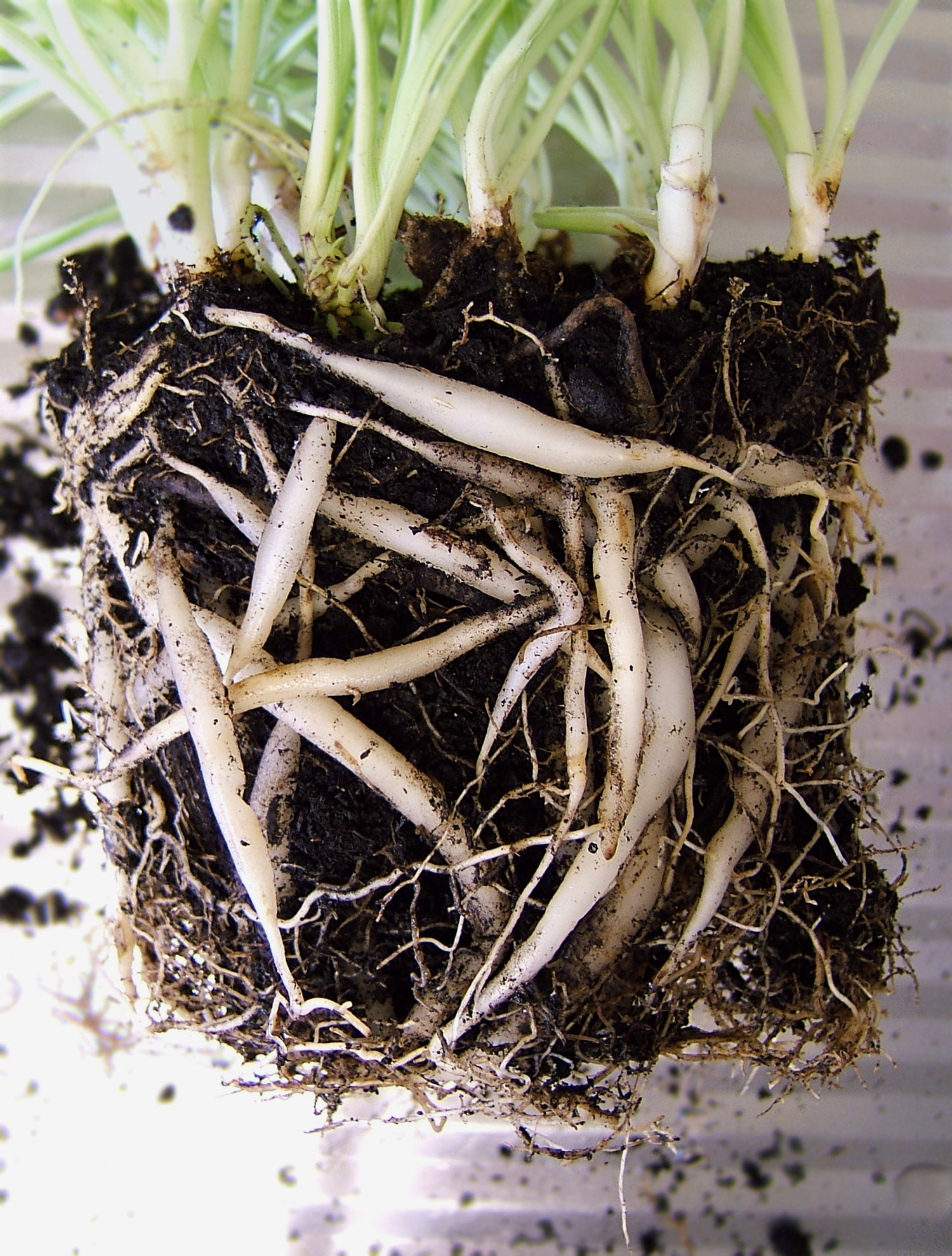